# Neuaufnahmen in das UNESCO-Kultur- und -Naturerbe 1982
Im Jahr 1982 fanden folgenden Neuaufnahmen in das UNESCO-Kultur- und -Naturerbe statt:

## Welterbe
Auf seiner sechsten Sitzung vom 13. bis zum 17. Dezember 1982 in Paris nahm das Welterbekomitee 24 Stätten aus 15 Ländern neu in die Liste des UNESCO-Welterbes auf, darunter 17 Kultur- (K), fünf Natur- (N) und zwei gemischte Kultur- und Naturerbestätte (K/N). Außerdem wurde eine grenzüberschreitende Erweiterung einer Naturerbestätte ausgewiesen und eine weitere Kulturerbestätte auf die Liste des gefährdeten Welterbes gesetzt.

### Welterbeliste
Folgende Stätten wurden neu in die Welterbeliste eingetragen:
| Vertragsstaat(en)  | Bezeichnung                                              | Typ | Ref. | Anmerkungen |
| ------------------ | -------------------------------------------------------- | --- | ---- | --- |
| Algerien           | Tassili n’Ajjer (Lage)                                   | K/N | 179  | |
| Algerien           | Tal von M'zab (Lage)                                     | K   | 188  | |
| Algerien           | Djémila (Lage)                                           | K   | 191  | |
| Algerien           | Tipasa (Lage)                                            | K   | 193  | |
| Algerien           | Timgad (Lage)                                            | K   | 194  | |

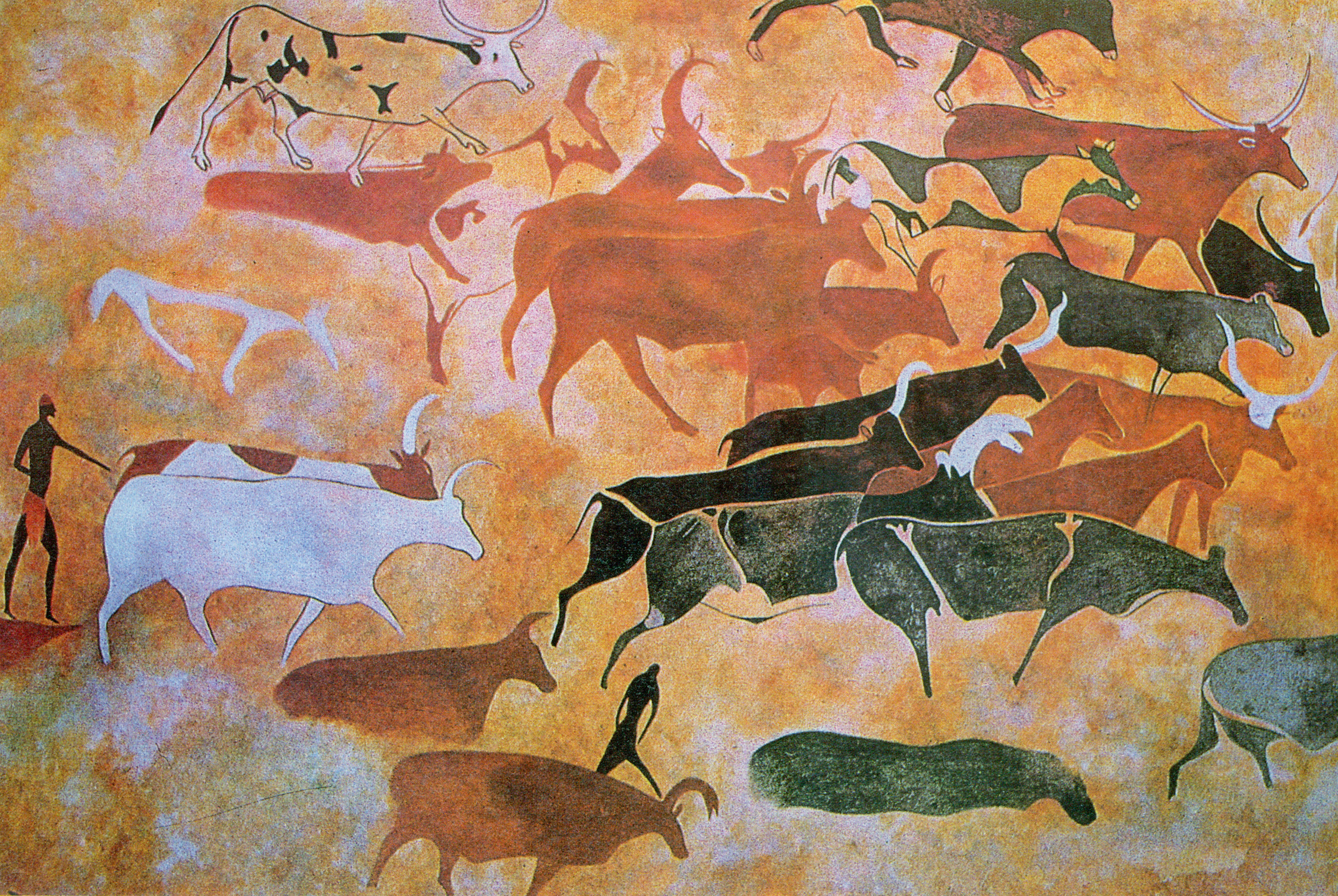
Felsbild in Tassili n’Ajjer.

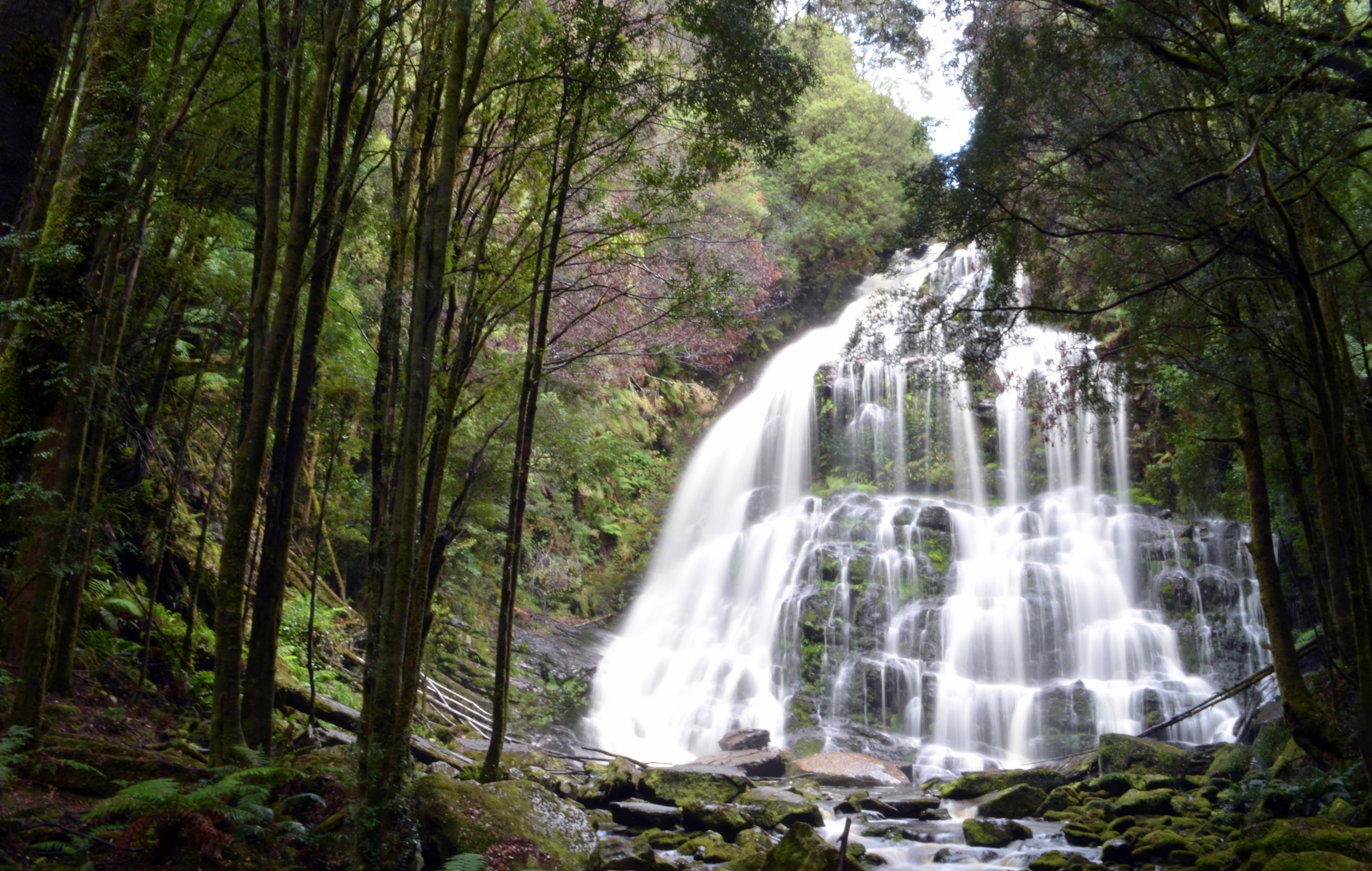
Nelson Falls im Nationalpark Franklin – Lower Gordon Wild Rivers

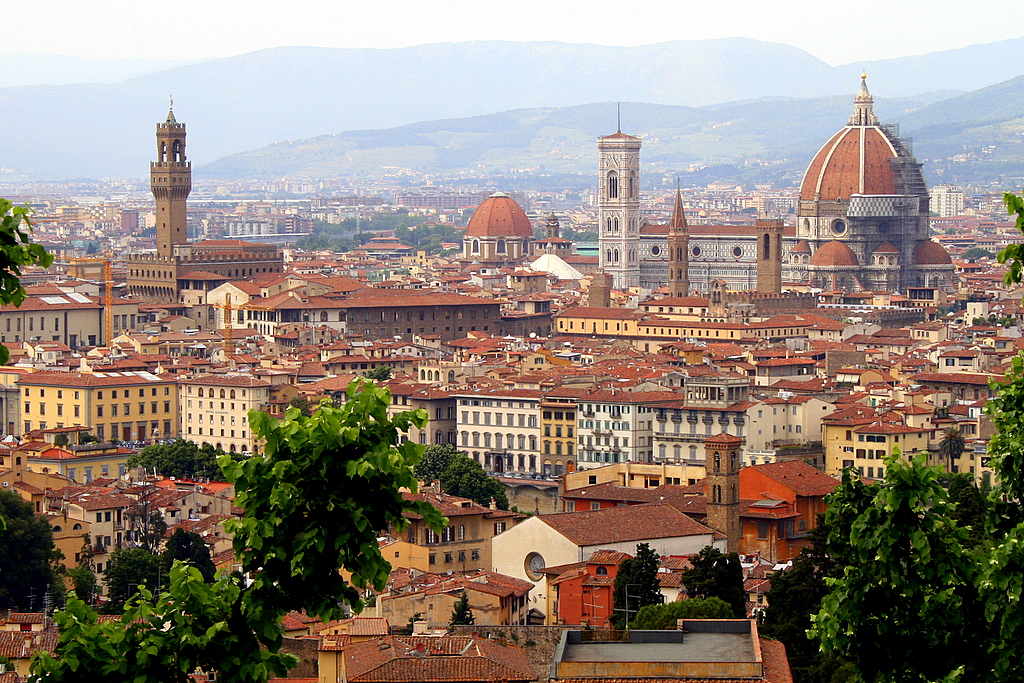
Altstadt von Florenz

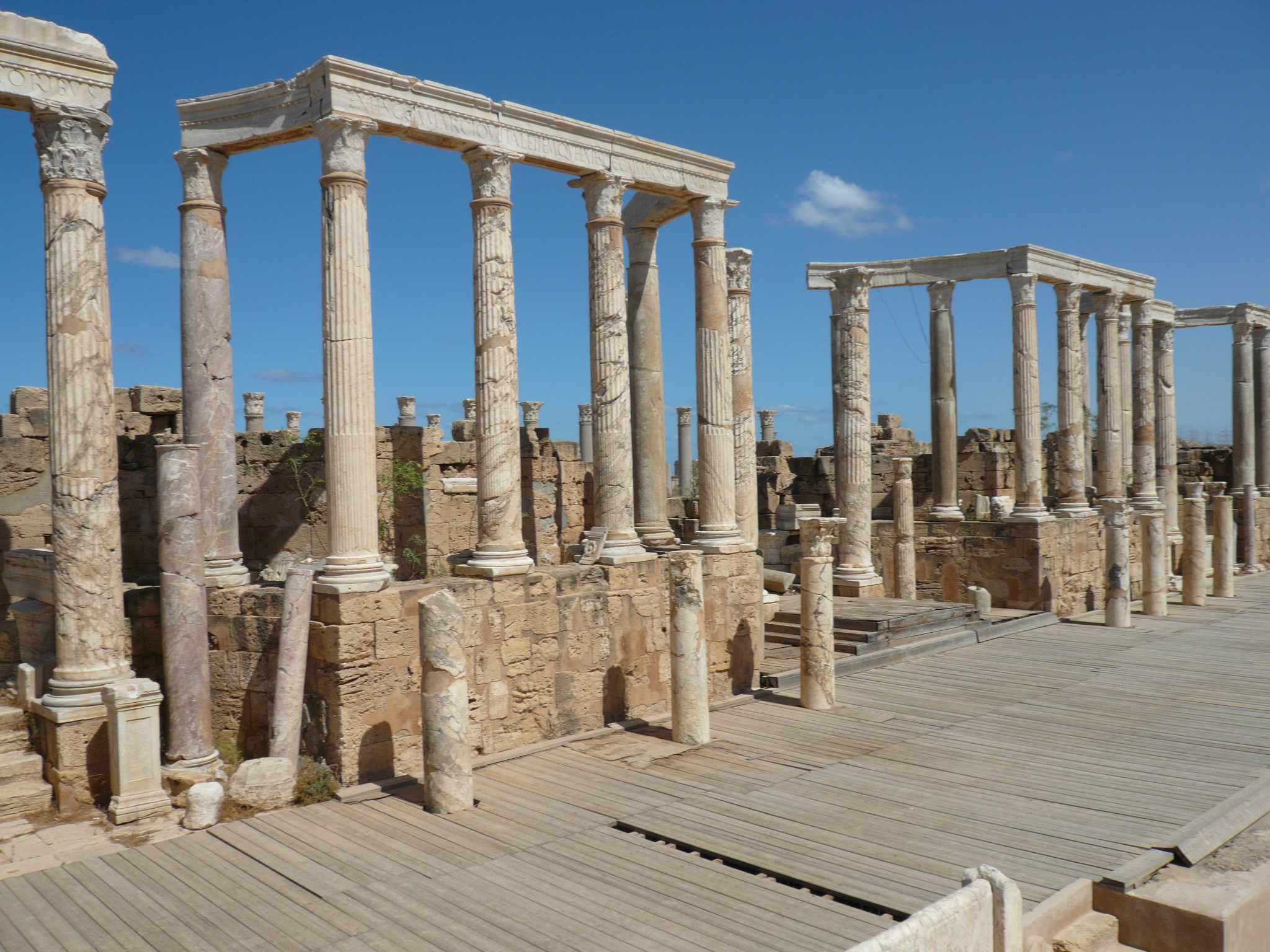
Archäologische Stätte von Leptis Magna

| Australien         | Nationalparks der westlichen Tasmanischen Wildnis (Lage) | K/N | 181  | Umfasste zunächst die Nationalparks Southwest, Franklin – Lower Gordon Wild Rivers sowie Cradle Mountain – Lake St. Clair und wurde 1989 um weitere zwei erweitert. |
| Australien         | Lord-Howe-Inselgruppe (Lage)                             | N   | 186  | |
| Brasilien          | Historisches Zentrum von Olinda (Lage)                   | K   | 189  | |
| Elfenbeinküste     | Nationalpark Taï (Lage)                                  | N   | 195  | |
| Frankreich         | Königliche Saline in Arc-et-Senans (Lage)                | K   | 203  | Die Kulturerbestätte wurde 2009 um die Großen Salinen von Salins-les-Bains erweitert.                                                                               |
| Haiti              | Geschichtspark – Zitadelle, Sans Souci, Ramiers (Lage)   | K   | 180  | |
| Honduras           | Biosphärenreservat Río Plátano (Lage)                    | N   | 196  | |
| Italien            | Historisches Zentrum von Florenz (Lage)                  | K   | 174  | |
| Südjemen (Jemen)   | Befestigte Altstadt von Schibam (Lage)                   | K   | 192  | Die Welterbestätte der Demokratischen Volksrepublik Jemen ging 1990 an den wiedervereinigten Jemen über.                                                            |
| Kuba               | Altes Havanna und sein Befestigungssystem (Lage)         | K   | 204  | |
| Libyen             | Archäologische Stätte von Leptis Magna (Lage)            | K   | 183  | |
| Libyen             | Archäologische Stätte von Sabrata (Lage)                 | K   | 184  | |
| Libyen             | Archäologische Stätte von Kyrene (Lage)                  | K   | 190  | |
| Seychellen         | Aldabra-Atoll (Lage)                                     | N   | 185  | |
| Sri Lanka          | Heilige Stadt Anuradhapura (Lage)                        | K   | 200  | |
| Sri Lanka          | Alte Stadt Polonnaruva (Lage)                            | K   | 201  | |
| Sri Lanka          | Alte Stadt Sigiriya (Lage)                               | K   | 202  | |
| Tansania           | Wildreservat Selous (Lage)                               | N   | 199  | |
| Vereinigte Staaten | Staatliche Geschichtsstätte Cahokia Mounds (Lage)        | K   | 198  | |

Des Weiteren wurde im Sitzungsprotokoll vermerkt:
- Das strenge Naturreservat Nimbaberge, das im Vorjahr auf Vorschlag Guineas ins Welterbe aufgenommen worden war, wurde grenzüberschreitend um einen Teil des Reservats in der Elfenbeinküste erweitert.
- Die Steinerne Stadt von Sansibar, die von Tansania nominiert worden war, sollte nicht mehr für die Eintragung in die Welterbeliste in Betracht gezogen werden. Eine erneute Bewerbung war erfolgreich, die Einschreibung erfolgte 2000.[1]
- Der italienische Delegierte gab bekannt, dass die Nominierung der Medici-Villen in der Umgebung von Florenz zurückgezogen worden war. Erst 2013 wurden zwölf Villen und zwei Lustgärten der Medici in der Toskana ins Welterbe aufgenommen.[2]
- Pakistan beantragte, die Bewerbung des Kirthar-Nationalparks und des Lal-Suhanra-Nationalparks zurückzustellen, um vor der Entscheidung des Welterbekomitees weitere Informationen vorlegen zu können.
- Syrien wurde aufgefordert, bezüglich der Nominierung Aleppos weitere Informationen vorzulegen. Die Altstadt von Aleppo wurde 1986 ins Welterbe aufgenommen.[3]

### Rote Liste
Auf Antrag von Jordanien wurde das Kulturerbe Altstadt und Stadtmauer von Jerusalem, das im Vorjahr ins Welterbe aufgenommen worden war, auf die Liste des gefährdeten Welterbes gesetzt.